# أوي ماير
أوي ماير (بالألمانية: Uwe Meyer)‏ (21 يونيو 1964 - ) هو لاعب كرة قدم ألماني، يلعب كمهاجم، لعب 44 مباراة وسجل 7 أهداف.

## مسيرته

### مسيرته مع الأندية
- 1988 - 1991 لعب مع فالدهوف مانهايم 44 مباراة سجل خلالها 7 أهداف.

## روابط خارجية
- أوي ماير على موقع قاعدة بيانات كرة القدم.إي يو (الإنجليزية)
- أوي ماير على موقع بيانات كرة القدم. دي إي (الألمانية)